# Manfred Klieme
Manfred Klieme (ur. 3 lutego 1936 w Berlinie) – niemiecki kolarz torowy reprezentujący NRD, srebrny medalista olimpijski.

## Kariera
Największy sukces w karierze Manfred Klieme osiągnął w 1960 roku, kiedy wspólnie z Peterem Gröningiem, Siegfriedem Köhlerem i Berndem Barlebenem zdobył srebrny medal w drużynowym wyścigu na dochodzenie podczas igrzysk olimpijskich w Rzymie. Był to jedyny medal wywalczony przez Klieme na międzynarodowej imprezie tej rangi oraz jego jedyny start olimpijski. Ponadto wielokrotnie zdobywał medale torowych mistrzostw kraju, w tym sześć złotych. Pięć krajowych tytułów zdobył w drużynowym wyścigu na dochodzenie (1955, 1959, 1961, 1962 i 1964), a jeden w madisonie (1962). Nigdy jednak nie zdobył medalu na torowych mistrzostwach świata.